# NIL (アルバム)
『NIL』（ニル）は、日本のバンド、the GazettEの通算8作目のアルバム、2枚目のフルアルバム。

## 概要
初回限定盤と通常盤の2パターンで販売。初回限定盤はベロア素材特殊パッケージ仕様 / CD＋DVD2枚組で、通常盤はCDのみ。本作以降、ロゴが変更され、「大日本異端芸者」がなくなり、バンド名の表記も「the GazettE」と英語表記になっている。売り上げは、初動だけでそれまでの最高売り上げのおよそ2倍を売り上げ、最終的にはその3倍近くまで売り上げを伸ばした。
アルバム収録曲から「SILLY GOD DISCO」と「体温」は後に新たにPVが制作された。本作発表後、当時のバンドとして最長にわたるスタンディングライブツアー「Nameless Liberty,Six Guns...」が行なわれた。また、ファイナル公演はバンドとして初めて日本武道館で実施され、その模様はDVD『Nameless Liberty Six Guns...FINAL-BUDOKAN-』として市販された。

## 収録曲
〈CD〉
1. THE END
RUKI原曲。SE。曲の中でメンバーが一人一言ずつ言葉を連呼させている。
2. Nausea & Shudder
（作詞：流鬼. 作曲：the GazettE）
RUKI原曲。このアルバムのツアー・タイトルにもなった「Nameless Liberty」という言葉は、この曲の歌詞中に登場する。
3. Bath Room
（作詞：流鬼. 作曲：the GazettE）
葵原曲。
4. Maggots
（作詞：流鬼. 作曲：the GazettE）
葵原曲。中盤コーラスの裏で、REITAが不平不満を呟いている箇所がある。歌詞は現代の政治家を痛烈に皮肉っている内容になっている。
5. 生暖かい雨とざらついた情熱
（作詞：流鬼. 作曲：the GazettE）
麗原曲。シャッフル曲。
6. D.L.N
（作詞：流鬼. 作曲：the GazettE）
葵原曲。葵の12弦アコースティック・ギターをメインに据えたバラード。
7. SHADOW VI II I
（作詞：流鬼. 作曲：the GazettE）
RUKI原曲。『NIL』のメイン曲であり、PVも撮影される。
8. バレッタ
（作詞：流鬼. 作曲：the GazettE）
麗原曲。バラード調から一気にテンポアップしていくナンバー。中盤にはドラム、ベース、ギター、ツインギターと全楽器のソロ・パートが存在する。
9. Cassis
（作詞：流鬼. 作曲：大日本異端芸者の皆様）
RUKI原曲。シングル曲。シングルとはミックスを変えて収録されている。
10. SILLY GOD DISCO
（作詞：流鬼. 作曲：the GazettE）
RUKI原曲。タイトル通りディスコの要素が取り入れられたナンバー。
11. DISCHARGE
（作詞：流鬼. 作曲：the GazettE）
麗原曲。
12. 体温
（作詞：流鬼. 作曲：the GazettE）
RUKI原曲。歌詞は暴力を受け続ける被害者をテーマにしている。

〈DVD（初回限定盤のみ）〉
1. SHADOW VI II I (PV)